# Уэри, Джейк
Джейк Уэри (англ. Jake Weary; род. 14 февраля 1990 года, Трентон, штат Нью-Джерси) — aмериканский актёр и певец. Сын актрисы Ким Зиммер.
Дебютировал на экране в 12-летнем возрасте в телесериале «Направляющий свет», в котором играла его мать. С этого же времени записывает собственные песни. В 2004 году снялся в эпизоде сериала «Закон и порядок: Специальный корпус», затем на протяжении года снимался в сериале «Как вращается мир», после чего в декабре 2005 года сделал паузу в съёмках, чтобы сосредоточиться на школьных занятиях. В 2008 году впервые сыграл в кино, в фильме «Убийство школьного президента». В 2010—2012 гг. сыграл одну из главных ролей — Кевина, антагониста главного героя, — в трёх подростковых фильмах о Фреде, после чего получил ту же роль в сериале «Шоу Фреда» на тот же сюжет. После ролей в триллере «Высота» (2010) и хорроре «Оно» с 2016 года продолжает играть одну из главных ролей в телесериале «Царство животных».
В 2011—2012 годах выпустил два сингла с собственными песнями под псевдонимом Agendas. Продолжает выступать с собственными песнями, уже под своим именем.

## Фильмография
| Год                                   | Фильм                               | Роль                             | Примечания                            |
| ------------------------------------- | ----------------------------------- | -------------------------------- | ------------------------------------- |
| 2004                                  | Закон и порядок: Специальный корпус | Шэн                              |                                       |
| 2004                                  | Слушать сюда!                       | Slacker Kid                      | Эпизод: «Grandmaster of the Wolfhunt» |
| 2005                                  |                                     |                                  |                                       |
| Закон и порядок: Преступное намерение | Тим                                 | Эпизод: «In the Wee Small Hours» |                                       |
| Testing Bob                           | Harris                              | Телесериал                       |                                       |
| Party Planner with David Tutera       | играет себя                         | Эпизод: «Meet the Soap Stars»    |                                       |
| 2008                                  | Убийство школьного президента       | Дежурный                         |                                       |
| 2009                                  | Три реки                            | TJ                               | Эпизод: «Where We Lie»                |
| 2010                                  | Фред                                | Кевин                            |                                       |
| 2010                                  | Высота                              | Сэл                              |                                       |
| 2011                                  | Фред 2: Ночь живых                  | Кевин                            |                                       |
| 2012                                  | Шоу Фреда                           | Кевин                            |                                       |
| 2012                                  | Фред в лагере                       | Кевин                            |                                       |
| 2014                                  | Оно                                 | Хью / Джефф                      |                                       |
| 2014                                  | Бобры-зомби                         | Томми                            |                                       |
| 2014                                  | Пожарные Чикаго                     | Винс Килер                       | 3 эпизода                             |
| 2014                                  | Сталкер                             | Бобби Хьюз                       | Эпизод: «The Haunting»                |
| 2014—2015                             | Милые обманщицы                     | Сайрус Петрилло                  | 4 эпизода в 5 сезоне                  |
| 2016                                  | Послание от Кинга                   | Билл                             |                                       |
| 2016—2022                             | Царство животных                    | Диран Коди                       | Главная роль                          |
| 2017                                  | Рыжим тут не место                  | Сэмми                            |                                       |
| 2017                                  | Хитрее всех                         | Микки                            |                                       |
| 2019                                  | Ограбление президента               | Томми Барбер                     |                                       |
| 2019                                  | Оно 2                               | Джон «Уэбби» Гартон              |                                       |
| 2021                                  | Мафия: Смертельная игра             | агент Пит                        |                                       |
| 2022                                  | Как взорвать трубопровод            | Дуэйн                            |                                       |
| 2022                                  | Мера мести                          | Кертис                           |                                       |
| 2023                                  | Ты поёшь громко, я пою громче       | Кип                              |                                       |
| 2024                                  | Не для слабонервных                 | Элвис                            |                                       |